# Apollo 17
Apollo 17 foi a sexta e última missão tripulada do Projeto Apollo à Lua, realizada em dezembro de 1972. Foi a única missão que contou com um geólogo profissional em sua tripulação, a missão que mais tempo permaneceu na superfície lunar (75 horas), o primeiro lançamento noturno de uma missão tripulada norte-americana e a última viagem espacial tripulada realizada por qualquer país para além da órbita terrestre.

## Tripulação

### Principal
| Posição                     | Astronauta          |
| --------------------------- | ------------------- |
| Comandante                  | Eugene A. Cernan    |
| Piloto do Módulo de Comando | Ronald E. Evans     |
| Piloto do Módulo Lunar      | Harrison H. Schmitt |

### Reserva
| Posição                     | Astronauta          |
| --------------------------- | ------------------- |
| Comandante                  | John W. Young       |
| Piloto do Módulo de Comando | Stuart A. Roosa     |
| Piloto do Módulo Lunar      | Charles M. Duke Jr. |

## Fim do Começo
Apesar de a cortina estar se fechando sobre o Programa Apollo, o ato final foi espetacular. A área de pouso do Módulo Lunar Apollo Challenger, num bonito vale cercado de montanhas no limite do Mare Serenitatis, prometia ser um paraíso geológico. Em fotografias tiradas antes da missão, a área escolhida para o pouso, Taurus–Littrow, estava coalhada de pedras roladas das montanhas em volta, e no vale no centro destas montanhas podiam ser vistas inúmeras crateras escuras, provavelmente produzidas por material vulcânico.
Para explorar esta preciosidade geológica, a direção de voo tinha escolhido uma tripulação de dois homens com, talvez, a mais ampla gama de capacidades de todas as tripulações da Apollo. O comandante Eugene Cernan era um veterano de duas missões anteriores, tendo voado na Gemini IX e na Apollo 10. Era o único comandante que já havia pilotado o Módulo Lunar no espaço e havia poucos, no corpo de astronautas, que conheciam a espaçonave tão profundamente. E o seu co-piloto e piloto do Challenger, Harrison Schmitt, não apenas conhecia o módulo profundamente, mas também era um geólogo profissional, que havia sido um ativo participante no planejamento das primeiras missões Apollo. Se a região lunar de Taurus-Littrow era um paraíso geológico, então Schmitt era o geólogo.

## A montagem do ALSEP
Após o pouso perfeito, Cernan e Schmitt começaram seu trabalho na superfície, descarregando e montando o jipe lunar e depois os experimentos do ALSEP - sigla que denominava o conjunto de material e experimentos tecnológicos que acompanhava cada missão. Muitos destes experimentos eram exclusivos da Apollo 17 e de vários deles se esperava que transmitissem informações da estrutura geológica ao redor do vale de Taurus-Littrow. Os experimentos que já haviam sido usados em missões anteriores incluíam o experimento de circulação de calor, um detector de raios cósmicos semelhante ao usado na Apollo 16 e um tubo de núcleo como aqueles perfurados nas Apollos 15 e 16.
Os novos experimentos incluíam um instrumento para determinar a composição da fina atmosfera lunar, um invento para detectar meteoritos e um gravímetro de longa duração, feito com a intenção de que fosse um detector de ondas gravitacionais.

## Eugene, o lanterneiro
Em algumas das missões anteriores, os astronautas passaram um tempo na cabine do Módulo Lunar, entre as atividades extraveiculares, fazendo pequenos reparos em equipamentos quebrados. Charles Conrad e Alan Bean, da Apollo 12, consertaram uma escala quebrada e David Scott e James Irwin, da Apollo 15, usaram fita adesiva para prender uma antena quebrada do equipamento de emergência. E, é claro, a tripulação da Apollo 13 usou fita isolante, papelão e tubos para que as caixas de metal de hidróxido de lítio do Módulo de Comando pudessem funcionar na batalha contra a elevação do nível de dióxido de carbono na nave, na sua célebre viagem quase catastrófica.

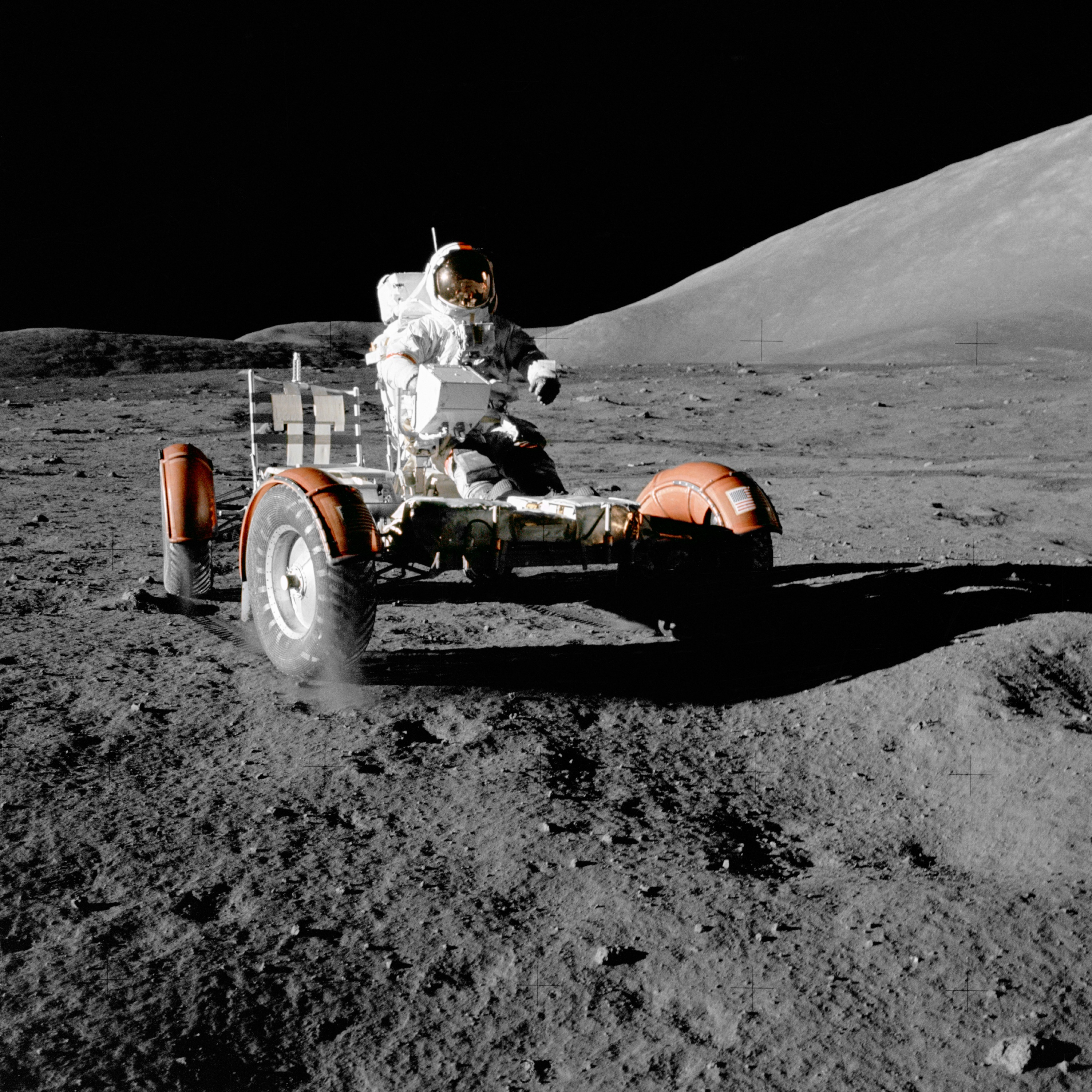
O jipe lunar em Taurus-Littrow.

Durante o período de descanso após a primeira AEV (Atividade Extraveicular, o período que os astronautas passavam fora do módulo, na superfície lunar) da Apollo 17, Eugene Cernan praticou a arte da lanternagem, usando fita adesiva e mapas de reserva, para substituir um para-lama perdido durante o começo da primeira excursão lunar.
O que aconteceu é que, enquanto Cernan carregava equipamento no jipe, no início da AEV, ele acidentalmente prendeu seu martelo sob o para-lama traseiro direito do jipe e o arrancou fora. Ele então prendeu o para-lama com fita adesiva de volta no lugar, com alguma dificuldade por causa da poeira que cobria tudo e impedia uma boa colagem. Mas apesar dos melhores esforços, durante o retorno da parada geológica ao ML, a fita se soltou e o para-lama se perdeu. A tripulação da Apollo 16 perdeu um para-lama quase do mesmo jeito e, interessado em evitar problemas como superaquecimento de baterias e trincos travados no jipe lunar, Cernan queria moldar um novo para-lama em substituição. Enquanto eles dormiam, membros da equipe de apoio no Centro Espacial Johnson, em Houston, descobriram como fazer um para-lama substituto e como prendê-lo ao jipe lunar e John Young, comandante da Apollo 16, vestiu uma roupa espacial para testá-lo. Pela manhã, Young e Cernan conversaram sobre como fazê-lo e o conserto foi um sucesso.
O primeiro passeio lunar foi um pouco frustrante para o geólogo-astronauta Schmitt, porque devido ao defeito do jipe eles puderam coletar muito pouco material do solo lunar.

## O Buraco-na-Parede

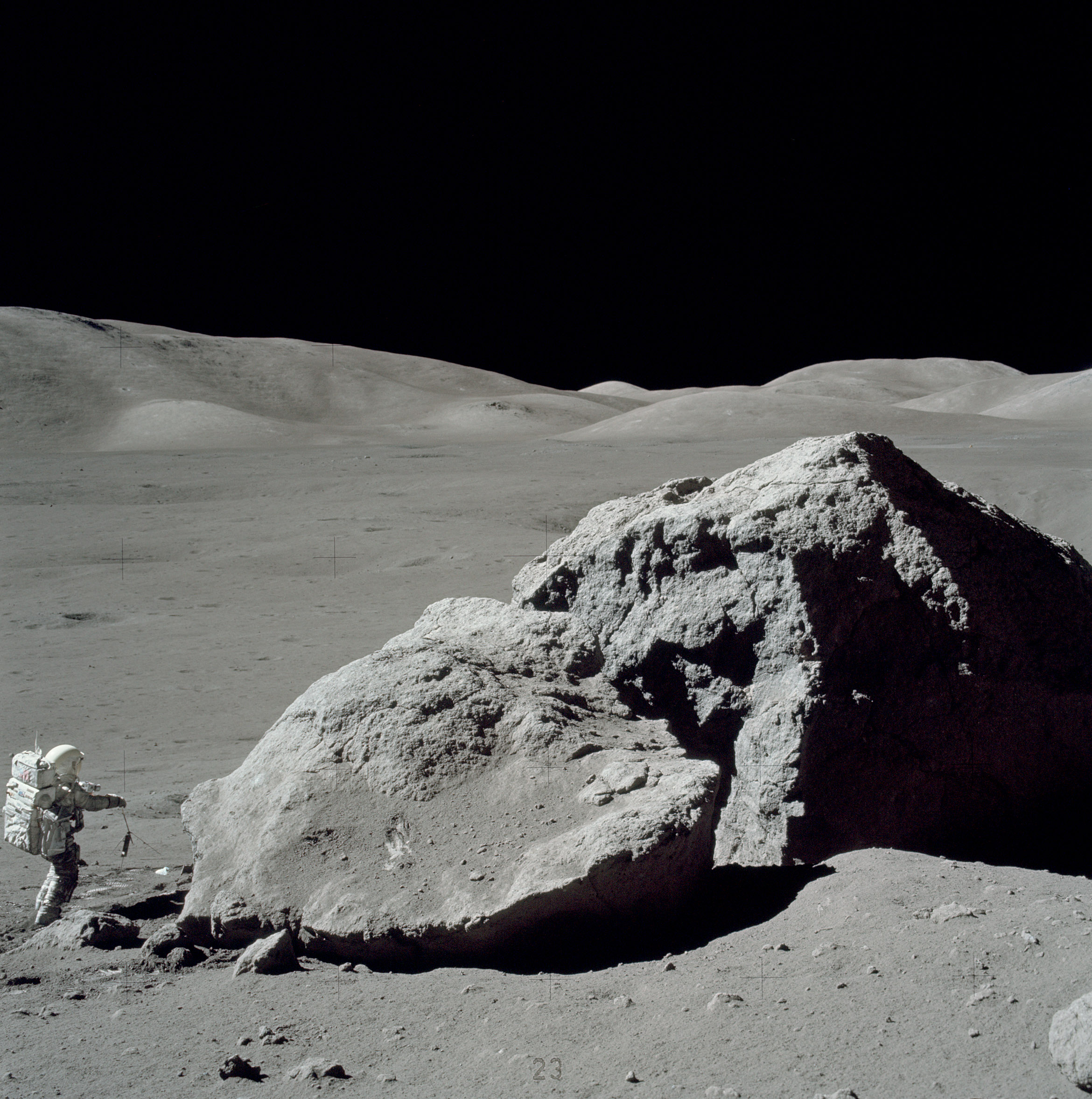
Harrison Schmitt no solo lunar

No segundo dia na Lua, para iniciar os trabalhos, Cernan e Schmitt dirigiram seis quilômetros para oeste, a um lugar chamado Buraco-na-Parede - porque, visto e fotografado do espaço, que era a referência para denominação de todos os acidentes geográficos lunares pela NASA, ele parecia, obviamente, com um buraco numa parede - na base da escarpa de montanhas. Nas fotografias tiradas em órbita pela Módulo de Comando da Apollo 15, ele parecia ser um lugar por onde seria possível subir os oitenta metros até o topo da escarpa, sem forçar as capacidades do jipe lunar. Do módulo Challenger, durante o descanso, Cernan e Schmitt podiam ver uma parte do Buraco-na-Parede no horizonte, além da borda da cratera chamada Camelot. Estava, como Cernan o descreveu, a uma pequena distância em direção ao sul. A superfície era suave e apesar de estarem dirigindo boa parte em uma encosta da montanha, não precisaram de muito esforço para subir. Uma vez no topo, dirigiram mais um quilômetro até os pés do Maciço Sul das montanhas e lá passaram uma hora coletando amostras de pedras soltas, roladas do alto.
Apesar de terem gasto a maioria de seu tempo de trabalho num aclive bastante íngreme e precisar vigiar onde pisavam, eles acharam o aclive muito pouco desconfortável, assim como a tripulação da Apollo 16. Os dois astronautas conseguiam se movimentar com relativa facilidade dentro de suas roupas pressurizadas e usavam suas ferramentas de mão como bengalas para se levantarem do chão, após se abaixarem para ver mais de perto alguma pedra no solo.
A primeira parada da dupla para coleta geológica foi tranquila, e por isso o Controle de Voo em Houston decidiu alongar a estada deles, até o máximo permitido por uma volta a pé forçada, por causa do estoque de oxigênio. Com a experiência da tripulação da Apollo 14 como guia, a NASA havia feito uma estimativa conservadora de que, na ocorrência de uma quebra do jipe, os astronautas poderiam manter uma média de velocidade a pé no retorno de 2,7 km/h. Mantendo uma margem de reserva – mas sem margem para a capacidade de estoque do Sistema de Purificação de Oxigênio – a estimativa de uma velocidade média de retorno de 2,7 km/h significava que Cernan e Schmitt teriam que deixar este local no máximo após três horas e meia de AEV.

## A jornada lunar continua
Continuando o passeio, a tripulação coletava amostras sem precisar descer do jipe, nem retirar o cinto de segurança, usando uma pá de cabo longo para apanhar as pedras mais vistosas do solo. O tempo nestas excursões lunares sempre era muito controlado. Enquanto Schmitt coletava amostras, Cernan aproveitava para tirar fotos, com a nova lente de 500 mm fabricada para a NASA.
A maneira como os astronautas subiam de novo no jipe lunar, após descer para observar e coletar amostras ou tirar fotografias, era interessante: eles ficavam em pé ao lado do veículo, perto de seus assentos e olhando para frente. Pulavam para os assentos e, se tivessem sorte, com a ajuda da baixa gravidade, caíam sentados na posição certa; numa das vezes, entretanto, Cernan errou o pulo e caiu sentado no chão.
A próxima parada da dupla estava planejada para a borda de uma pequena cratera, algumas centenas de metros ao norte do Buraco-na-Parede, na base da escarpa da montanha. Os dois tiveram uma viagem algo selvagem descendo a ladeira e, quando saíram dela, Cernan pediu uma homologação de recorde de velocidade lunar, de 18 km/h. Apesar de seu pedido não poder ser auditado por fonte independente, não há dúvidas de que estava andando rapidamente e ainda teve que manobrar para evitar uma rodada na descida da encosta.
A ferramenta favorita de Schmitt era uma pá com a qual ele podia ser mais seletivo na coleta e que também podia ser usada para cavar pequenas valetas. Durante a missão, trabalhou com uma técnica de descansar a ponta da pá no chão e descer seus dedos pela haste do cabo o suficiente para que o ato de despejar a rocha coletada dentro do saco se tornasse algo mais fácil; mesmo assim, a coleta de solo provou ser uma incumbência mais desagradável do que havia sido para outros astronautas, que usavam equipamentos com cabos longos e pinças, como ferramentas de suas coletas. Num certo momento, ele levou um tombo espetacular, caindo girando até ficar com mãos e joelhos no chão, e quando se levantou teve que esperar alguns minutos para se certificar de que sua câmera não tinha quebrado. Felizmente, câmera e lentes estavam incólumes e Cernan chegou com um par de pinças para ajudar Schmitt a apanhar o material espalhado.

## Solo laranja
Trinta e sete minutos após terem parado, Eugene Cernan e Harrison Schmitt estavam em movimento novamente. O próximo alvo era uma cratera chamada Shorty e todos tinham grandes esperanças de que fossem encontrado algo geologicamente não usual. Vista da órbita, a Shorty parecia ser sinistra e diferente. Ela se localiza após a extremidade do terreno desabado da montanha e é muito mais escura que a região em torno. Como era típico durante as paradas geológicas da Apollo 17, quando Cernan estacionava o jipe lunar, Schmitt pulava para fora e dava uma rápida olhada em volta, enquanto Cernan cuidava do empoeiramento no jipe e outros "afazeres domésticos". Estavam parados perto de uma grande pedra quebrada e Schmitt saiu primeiro para olhar e depois levar uma tina de coleta. Estando um pouco envergonhado da experiência do primeiro tombo lunar de um astronauta, ele não começou a coleta até que Cernan estivesse pronto para ajudá-lo. Tendo visto de perto a grande pedra arredondada e quebrada a sua frente, ele retornou para apanhar a tina e começar a apanhar amostras, quando imediatamente notou que havia algo muito incomum no solo que havia mexido com seus pés e parou por uma fração de segundo. Na parada na escarpa da montanha, ele havia visto pontos coloridos no solo, os quais, após um momento de considerações, se mostraram ser pontos de luz do Sol, refletidos pela chapa dourada na frente no jipe. E ali na cratera Shorty, a tripulação da Apolo 17 havia achado solo cor de laranja na Lua.
Como eles podiam andar três vezes mais rápido do que a velocidade de uma caminhada a pé presumida pelos planejadores da AEV, quando Cernan e Schmitt se dirigiam de jipe em direção do ML Challenger, o tempo necessário para a caminhada a pé deixou de ser uma consideração importante. Após andarem uma parte do caminho de volta, deram uma breve parada para montar uma carga sísmica, fazer uma rápida coleta e continuaram em direção à borda sul da Cratera Camelot, um grande objeto de impacto um quilômetro a oeste do ML.
Por cerca de vinte minutos, Cernan e Schmitt trabalharam num quadrante limitado de um campo de rochas na Camelot, conscientes do potencial de tropeçarem em algo. Coletaram amostras de rocha, amostras de solo jogados sobre as rochas por impactos próximos e compararam amostras de solo escavado entre as rochas. Trabalharam rápida e eficientemente e satisfeitos com eles próprios por um dia de trabalho bem feito, pulavam e cantavam enquanto faziam seu caminho de volta até o jipe lunar e, depois, para o ML.

## Último passeio na Lua
Os planos para o terceiro e último dia eram tão desafiadores quanto os do Dia 2 e o trabalho acabou sendo igualmente recompensador. Saindo do Módulo Lunar, Cernan e Schmitt se dirigiram cerca de três quilômetros ao norte, à base do "Maciço Norte", e lá cruzaram 400 m de encosta para o nordeste, em direção a uma grande rocha dividida, que havia sido vista nas fotografias de Apollo 15. Na verdade, um certo número de rochas haviam sido selecionadas nas fotos antes da missão e a rocha dividida, em particular, parecia ter traços em comum. Após o pouso, Schmitt pôde escolher rochas e trilhas no "Maciço Norte" e agora, à medida que se aproximavam da montanha, tornava-se evidente que as trilhas no solo vistas nas fotos, como aquelas que tinham visto no dia anterior no "Maciço Sul", consistiam em cadeias de depressões parecidas com crateras, esculpidas pelas rochas quando elas balançavam, tombavam e escorregavam pela montanha abaixo. A rocha dividida se assentava exatamente abaixo de uma falha considerável na encosta e, evidentemente, tinha caído, batido no solo com força considerável, quebrado e escorregado alguns metros até parar. Observando em detalhe, ela havia se quebrado em cinco pedaços, tendo o maior deles de seis a dez metros num dos lados.

Eugene Cernan em Taurus-Littrow; ao fundo, o 'Maciço Sul'.

Apesar de o lado da montanha ser consideravelmente íngreme acima da pedra, quando Cernan estacionou o jipe, ele e Schmitt descobriram que seu trabalho seria bem desafiador. Eles pouco tinham notado os detalhes da escarpa quando se dirigiam à rocha partida; mas quando pularam do jipe lunar, tiveram que se inclinar para a frente a fim de ficarem em pé na ladeira. Nos lugares em volta da pedra, eles podiam se empertigar no sulco que ela havia cavado, mas na maior parte da hora que passaram ali, precisaram lutar contra a inclinação da montanha. Foi graças à confiança que havia sido conquistada com os trabalhos anteriores em ladeiras e encostas das Apollo 15 e 16 – além dos dois primeiros dias de sua própria missão – que, enquanto eles riam e faziam piadas sobre a ladeira, não mostraram nenhuma hesitação em completar o trabalho.
Após a missão, apenas Cernan teve algum pesar com seu trabalho no penúltimo local de coleta; estava triste de não ter tido tempo de escrever o nome de sua filha na saliência superior coberta de poeira da rocha. Ele coletou uma amostra da poeira e o ponto pode ser visto numa famosa fotografia tirada por Schmitt, com o vale visível ao fundo. Alan Bean, que se tornou pintor após ter ido à Lua na Apollo 12, depois corrigiu a falha de Cernan pintando a cena e colocando o nome de Tracy, a filha de Cernan, no lugar. Para aqueles que conhecem a história, a rocha partida do penúltimo ponto de coleta na Lua se tornou conhecida como a Pedra de Tracy.
Se a subida até a pedra havia sido extenuante – e é importante dizer que apesar do esforço nenhum deles teve batimentos cardíacos superiores a 130 por minuto – a descida não deixou de ser divertida. Após terminar sua coleta sob a Pedra de Tracy, Cernan voltou em direção ao jipe pulando muito rápido. Quando ele se aproximava vindo pela trilha da pedra, colocou muito peso sobre seu pé direito e levou um tombo espetacular. Como o solo era macio, sem pedras protuberantes no chão e como Cernan estava em descida, a queda pareceu ser pior do que realmente foi. Na verdade, caiu devagar o bastante, graças à baixa gravidade, para manter algum controle e aterrissou em cima das mãos e dos joelhos, evitando bater sua câmera no chão. Era o segundo tombo de um astronauta na Lua.
Neste momento, os astronautas já estavam fora do ML por cerca de cinco horas. Tinham estado trabalhando duro o dia inteiro, andando em terreno áspero e rugoso em volta das escarpas. Apesar de o controle de Houston ficar insistindo que eles deviam partir imediatamente, Cernan e Schmitt decidiram ficar por mais alguns minutos, de maneira que pudessem acabar a valeta, tirar algumas fotografias e ensacar algumas amostras. Trabalharam rápida e eficientemente. Houston não os interrompeu.

## Encerramento dos trabalhos na Lua

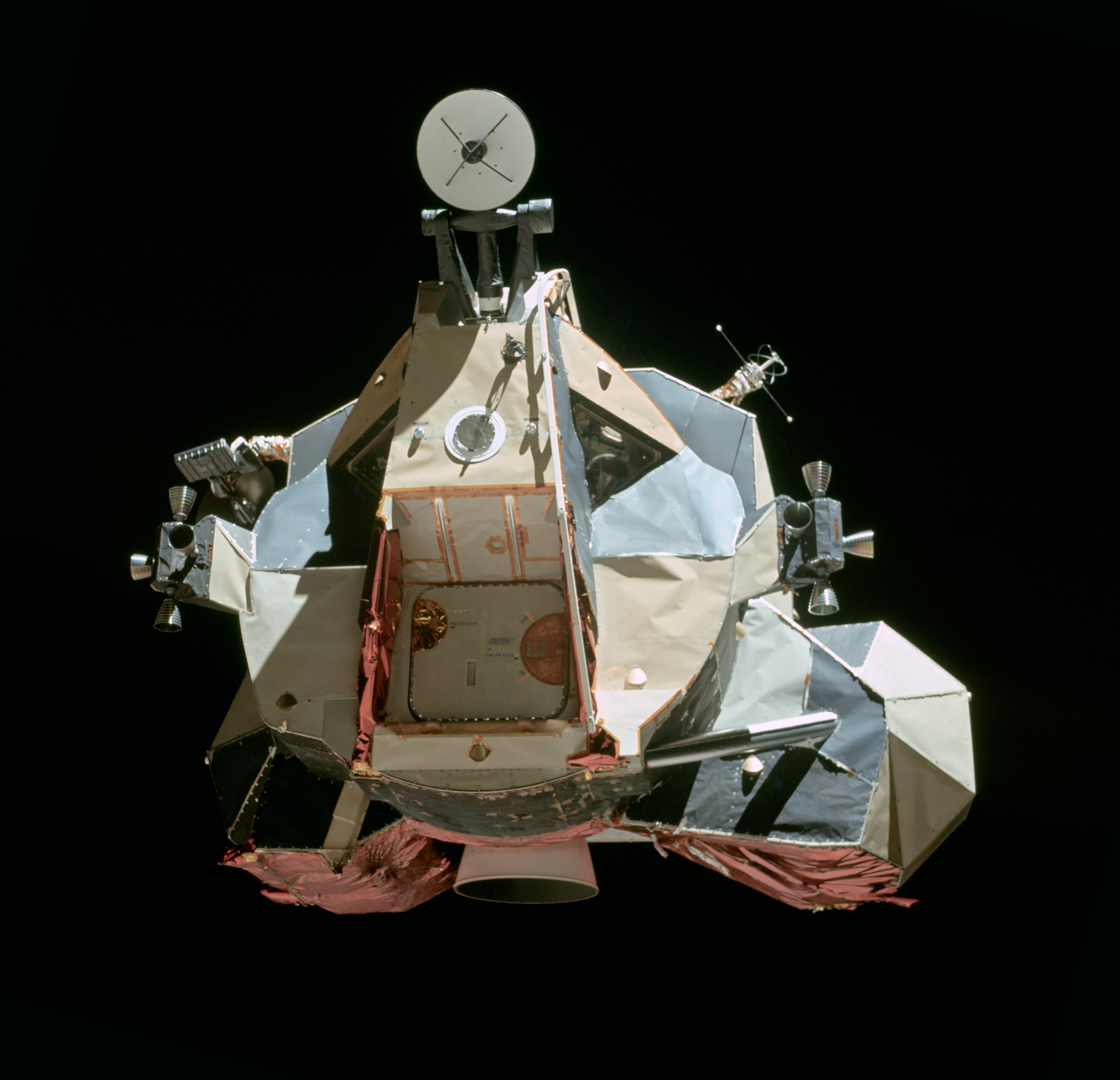
O ML Challenger no espaço, indo ao reencontro do MC America para a volta para a Terra, após três dias na Lua.

Nenhuma das missões Apollo podia ser mais do que uma rápida viagem de reconhecimento a uma área de pouso em particular, em virtude da contenção de custos de todo o Projeto Apollo. O prazo final dado em 1962 pelo Presidente John Kennedy para um pouso lunar - fim da década de 60 - havia forçado a NASA a desenvolver o mais simples hardware capaz de completar uma missão de pouso e é um crédito às equipes de construtores que, na época destas missões, as tripulações pudessem passar três dias na Lua e tivessem o jipe lunar para ampliar seu alcance na superfície. Não havia mais nenhuma esperança de fazer algo, além de arranhar a superfície lunar e produzir um esboço da história geológica da Lua.
No fim da Apollo 17, havia amostras suficientes de lava das regiões montanhosas para que os geólogos estivessem confiantes de terem entendido como as grandes bacias lunares, como o Mar da Serenidade, haviam sido criadas pelos impactos de meteoros, como as montanhas tinham se erguido e como o "mare" de lava, resfriada por milhões de anos na superfície lunar, havia se formado pelos jorros de lava que vertiam de tempos em tempos do interior do satélite. E havia detalhes intrigantes, os quais, se não foram completamente explicados, pareciam ser consistentes com os temas gerais. Se, por exemplo, alguns geólogos se desapontaram com o fato de não terem encontrado evidências de vulcanismo em qualquer das áreas de pouso das Apollo, a descoberta dos solos negro e alaranjado na cratera Shorty – combinado com o subsequente mapeamento feito em órbita por Schmitt, de regiões similares por todos os lugares em volta das bordas do Mar da Serenidade – tornou fácil para os geólogos descreverem a fase de formação do "mare" na evolução lunar.
Como estavam capacitados pelas experiências das missões anteriores, Cernan e Schmitt ficaram com todos os recordes de tempo gasto na superfície, distância percorrida, números de amostras coletadas e quantidade de fotografias tiradas; as experiências anteriores lhes deram confiança em suas habilidades para fazer um trabalho bem feito. Como as outras tripulações, eles aprenderam rapidamente como tirar proveito das condições do ambiente lunar. Então, apesar do fato de que equipamentos e procedimentos mais eficazes ainda serão produzidos no futuro para tornar possível a condução de operações lunares de maneira mais efetiva, há muito que ainda pode ser aprendido com a experiência das missões Apollo.